# Saengildo
Saengildo (en coreano: 생일도; que se traduce literalmente como "Isla del cumpleaños") es una isla que pertenece al país asiático de Corea del Sur (República de Corea) que posee una superficie de 15 kilómetros cuadrados y está localizada en el mar de China Oriental, en el que además se basa la economía de la isla. El punto más alto es Baegunsan (en coreano: 백운산; que está a 483 m sobre el nivel del mar).
Saengildo, mide 4,6 kilómetros (2,9 millas) de largo y 5,7 kilómetros (3,5 millas) de ancho.